# شارلوت ألكساندرا
شارلوت ألكساندرا (بالفرنسية: Charlotte Alexandra)‏ هي ممثلة فرنسية، ولدت في 1955 بإنجلترا في المملكة المتحدة.

## وصلات خارجية
- شارلوت ألكساندرا على موقع IMDb (الإنجليزية)
- شارلوت ألكساندرا على موقع ألو سيني (الفرنسية)
- شارلوت ألكساندرا على موقع قاعدة بيانات الأفلام السويدية (السويدية)
- شارلوت ألكساندرا على موقع قاعدة بيانات الفيلم (الإنجليزية)
- شارلوت ألكساندرا على موقع كينوبويسك (الروسية)